# 12261 Ledouanier
12261 Ledouanier (1989 TY4) là một tiểu hành tinh vành đai chính được phát hiện ngày 7 tháng 10 năm 1989 bởi E. W. Elst ở Đài thiên văn Nam Âu.